# BEST 最嘉精選
BEST 最嘉精選是中島美嘉於2005年12月7日發行的精選輯。

## 概述
- 收錄自出道以來的大部分單曲，為中島美嘉第一張精選輯。曲順正好為作品發表的年代順序。
- 重唱了出道單曲「STARS」。
- 請到了爵士歌手綾戶智繪擔任製作人，重新詮釋了收錄於第一張專輯「TRUE 唯美生存」的翻唱名曲「AMAZING GRACE」，綾戶智繪以前也曾詮釋過這首名曲。不僅整首改以爵士鋼琴演奏，唱腔也較為接近綾戶智繪的爵士唱法。
- 繼第一張專輯「TRUE 唯美生存」、第二張專輯「LØVE 愛無止盡」之後，再度創下了百萬銷售量，主要是因為受到電影「NANA」上映熱潮的影響。
- 未收錄「火鳥」等其他人氣單曲，對此因而有些「不完整的BEST」的批評聲浪。
- 2006年1月11日發行了黑膠唱片的版本，2片黑膠的曲順同CD曲目。
- 2009年9月2日發行了限定生產的Blu-spec CD版本。
- ORICON最高第1名。銷量約120.6萬張

## 收錄曲目
1. AMAZING GRACE('05)
山得利「Freixenet」電視廣告歌曲
  - 作詞・作曲：John Newton／編曲：綾戸智繪
2. STARS(new vocal '05)
  - 作詞：秋元康／作曲：川口大輔／編曲：富田惠一
3. CRESCENT MOON
  - 作詞：松本隆／作曲：大野宏明／編曲：田中義人
4. WILL
  - 作詞：秋元康／作曲：川口大輔／編曲：富田惠一
5. RESISTANCE
  - 作詞：秋元康・中島美嘉／作曲：長岡成貢／編曲：COLDFEET
6. 我愛你
  - 作詞・作曲：H／編曲：shinya
7. Love Addict
  - 作詞：中島美嘉／作曲・編曲：大澤伸一
8. FIND THE WAY
  - 作詞：中島美嘉／作曲：Lori Fine／編曲：島健
9. 雪花
  - 作詞：Satomi／作曲・編曲：松本良喜
10. SEVEN
  - 作詞：中島美嘉／作曲：Lori Fine／編曲：COLDFEET
11. 朦朧月夜～祈願
  - 朦朧月夜 作詞：高野辰之／作曲：岡野貞一／編曲：葉加瀨太郎
  - 祈願 作詞：中島美嘉／作曲・編曲：葉加瀨太郎
12. LEGEND
  - 作詞：中島美嘉／作曲：岡野泰也／編曲：COLDFEET
13. 櫻花紛飛時
  - 作詞・作曲：川江美奈子／編曲：武部聰志
14. GLAMOROUS SKY
  - 作詞：AI YAZAWA／作曲：HYDE／編曲：HYDE・KAZ

## DVD
2005年12月28日發行了同名的音樂錄影帶精選輯DVD。

### 收錄曲目
1. AMAZING GRACE('05)
2. STARS
3. CRESCENT MOON
4. ONE SURVIVE
5. HELPLESS RAIN
6. WILL
7. RESISTANCE
8. 我愛你
9. Love Addict
10. 接吻
11. FIND THE WAY
12. 雪花
13. SEVEN
14. 火鳥
15. 朦朧月夜～祈願
16. LEGEND
17. 櫻花紛飛時
18. 一個人
19. GLAMOROUS SKY
20. BLOOD(LIVE)